# Саяджі Рао Гайквад III
Саяджі Рао Гайквад III (маратхі सयाजीराव गायकवाड; 11 березня 1863 — 6 лютого 1939) — магараджа Вадодари від квітня 1875 до своєї смерті у лютому 1939 року. Був визначним реформатором, підтримував культуру і науку.

## Життєпис
Шрімант Гопал Рао належав до бічної гілки роду Гайквадів. Однак після того як англійська адміністрація усунула попереднього магараджу від влади через його неефективне управління (Малхар Рао Гайквад витратив практично усі кошти з казни на предмети розкоші й намагався отруїти англійського резидента), дванадцятирічний Шрімант Гопал Рао був зведений на престол Бароди, отримавши тронне ім'я Саяджі Рао. Регентом при малолітньому князі став Мадхав Рао — один з найбільш обдарованих чиновників Індійської Цивільної Служби. Мадхаву Рао вдалось навести лад у державних справах.
За часів його правління було проведено реформи у соціальній галузі: заборонено дитячі шлюби, дозволено розлучення, обмежено дискримінацію недоторканих. Саяджі Рао III прагнув поширити початкову освіту на все населення держави. 1881 року у столиці князівства було засновано коледж (1949 року переформований на університет імені Саяджі Рао III). Магараджа також сприяв відкриттю університету у Варанасі. Як і багато індійських правителів, Саяджі Рао III опікувався музикою й художниками. 1894 року було створено музей індійського мистецтва. 1906 року було видано указ про загальну початкову освіту. У князівстві почали розвиватись текстильна промисловість і залізничний транспорт. 1908 року було засновано Банк Бароди (нині є одним з найбільших банків Індії). Було створено мережу бібліотек.
Саяджі Рао III був відомий своїми зв'язками з діячами індійського національного руху — у державі упродовж тривалого часу працював Дадабхай Наороджі (у подальшому став першим індійцем — членом англійського парламенту). На кошти магараджі багато молодих індійців здобули освіту в Європі та США (серед них був і Бхімрао Рамджі Амбедкар — майбутній лідер руху недоторканих). У 1890-их роках секретарем князя був Шрі Ауробіндо, який невдовзі став одним з лідерів бенгальських революціонерів. Зв'язки Саяджі Рао III з діячами ІНК у 1920-их роках спричиняли невдоволення британської адміністрації.
Помер Саяджі Рао 1939 року після 63-річного правлінняя. Владу успадкував його онук — Пратап Сінгх Гайквад.